# Comuna Surduc, Sălaj
Surduc (în maghiară Szurdok, în germană Surdecken, în idiș סורדוק, pron. Surduk) este o comună în județul Sălaj, Transilvania, România, formată din satele Brâglez, Cristolțel, Solona, Surduc (reședința), Teștioara, Tihău și Turbuța. Se află în partea de central-estică a acestuia, pe Valea Almașului, pe șoseaua care leagă orașul Jibou de orașul Dej, județul Cluj. Comuna Suduc se învecinează spre nord-vest cu orașul Jibou, spre nord cu comuna Băbeni, la sud-est cu comuna Lozna, în sud cu comunele Cristolț și Gârbou, iar la sud-vest cu comuna Bălan.

## Etimologie
Numele comunei își are originea în configurația morfologică a locului (în slavă surduc înseamnă defileu, trecătoare, vale strâmtă cu versanți repezi și prăpăstioși). Surduc este punctul de trecere spre est sau vest prin defileul văii Someșului și totodată o cale de acces spre Valea Gârboului, Poiana Onții și pe Valea Solonei, înspre Solona, Teștioara și Văleni.
Potrivit unei legende locale, între satele Bălan și Solona (cele mai vechi din zonă) nu ar fi existat localități ci doar un han, în locul numit „Sub gradiște”, al unui om mic de statură și surd. Călătorii spuneau că merg la „surduc”, de unde și numele.

## Localizare
Comuna Surduc este situată în partea central-estică a județului Sălaj, pe malul stâng al râului Someș. Se află la intersecția unor forme de relief diferite: Culoarul Someșului, Dealurile Șimișna–Gârbou, Depresiunea Almaș–Agrij și Culmea Prisnelului. Este traversată de DN1H Jibou–Dej și de a patra magistrala feroviară a țării, București–Brașov–Deda–Dej–Jibou–Baia Mare. Distanța față de orașul Jibou, cu care se învecinează, este de 10 kilometri, iar până la Zalău, reședința județului, sunt 35 de kilometri.

## Geografie
Comuna Surduc, cu o suprafață de 71,42 km² (a șasea între comunele județului), ocupă o poziție central-estică în cadrul județului Sălaj, la contactul a patru unități de relief importante: Culoarul Someșului, Dealurile Șimișna–Gârbou, Depresiunea Almaș–Agrij și Culmea Prisnelului. Comuna este situată la est de „jugul intracarpatic” (Munții Meseș–Dealul Dumbrava–Culmea Prisnelului). Relieful este foarte variat, format dintr-o asociere de culmi deluroase și văi între versanți, toate rezultate din fragmentarea părții nord-vestice a Podișului Someșan. Altitudinal, relieful este cuprins între cca. 200 m în lunca Someșului și a afluenților săi și altitudini maxime de 607 m în Vârful Pietrosul, din partea de sud-est a comunei. Adâncirea pe verticală a văilor este relativ mare, determinată și de structura geologică (strate alcătuite din gresii, argile, marne, nisipuri, conglomerate etc.). Adâncirea pe verticală este însoțită și de o eroziune torențială activă, atenuată sau stabilizată de gradul de împădurire.

### Climă
| Date climatice pentru Surduc | Date climatice pentru Surduc | Date climatice pentru Surduc | Date climatice pentru Surduc | Date climatice pentru Surduc | Date climatice pentru Surduc | Date climatice pentru Surduc | Date climatice pentru Surduc | Date climatice pentru Surduc | Date climatice pentru Surduc | Date climatice pentru Surduc | Date climatice pentru Surduc | Date climatice pentru Surduc | Date climatice pentru Surduc |
| Luna                         | Ian                          | Feb                          | Mar                          | Apr                          | Mai                          | Iun                          | Iul                          | Aug                          | Sep                          | Oct                          | Nov                          | Dec                          | Anual                        |
| ---------------------------- | ---------------------------- | ---------------------------- | ---------------------------- | ---------------------------- | ---------------------------- | ---------------------------- | ---------------------------- | ---------------------------- | ---------------------------- | ---------------------------- | ---------------------------- | ---------------------------- | ---------------------------- |
| Maxima medie °C (°F)         | 1 (34)                       | 3.8 (38,8)                   | 10.3 (50,5)                  | 16.2 (61,2)                  | 21.4 (70,5)                  | 24 (75)                      | 25.9 (78,6)                  | 25.6 (78,1)                  | 21.8 (71,2)                  | 15.8 (60,4)                  | 8 (46)                       | 2.8 (37)                     | 14,7 (58,5)                  |
| Minima medie °C (°F)         | −6 (21)                      | −3.9 (25)                    | 0.1 (32,2)                   | 4.9 (40,8)                   | 9.5 (49,1)                   | 12.5 (54,5)                  | 13.9 (57)                    | 13.4 (56,1)                  | 9.8 (49,6)                   | 4.7 (40,5)                   | 0.8 (33,4)                   | −3 (27)                      | 4,7 (40,5)                   |
| Precipitații mm (inches)     | 41 (1.61)                    | 36 (1.42)                    | 34 (1.34)                    | 48 (1.89)                    | 72 (2.83)                    | 89 (3.5)                     | 75 (2.95)                    | 67 (2.64)                    | 40 (1.57)                    | 39 (1.54)                    | 45 (1.77)                    | 53 (2.09)                    | 639 (25,16)                  |
| Sursă: Climate-Data.org      |                              |                              |                              |                              |                              |                              |                              |                              |                              |                              |                              |                              |                              |

### Hidrografie
Rețeaua hidrografică care drenează suprafața comunei Surduc este relativ tânără ca vârstă. Teritoriul comunei este traversat de cursul mijlociu al Someșului, aici vărsându-se, pe un spațiu foarte restrâns, trei afluenți importanți ai acestuia: Valea Cristolțelului (Solonii), Valea Brâglezului (Gârboului) și Valea Almașului. Densitatea medie a rețelei hidrografice (luând în calcul și lungimea văilor cu caracter temporar) este de 0,39 km/km².

### Vegetație
Relieful de podiș fragmentat în forme colinare cu altitudini de 400–600 m și climatul cu trăsături specifice au permis dezvoltarea unei vegetații predominant de pădure, în care cerul și gârnița ocupă un loc de seamă. În repartiția elementelor floristice se constată o slabă zonalitate verticală, în sensul că suprafețele păduroase (făgete, gorunete, stejărete și de amestec) sunt intercalate cu pajiști secundare și derivate sau cu terenuri agricole.

### Faună
În etajul forestier se întâlnește o mare diversitate de specii de animale, de la cele evoluate (mamifere) la cele mai mici nevertebrate. Dintre mamiferele mai mari, dintre care unele de interes cinegetic, amintim: lupul (Canis lupus), vulpea (Canis vulpes), căprioara (Capraeolus capraeolus), viezurele (Meles meles) și iepurele (Lepus europaeus). Mamiferele rozătoare sunt reprezentate de șoarecele gulerat (Apodsemus tauriches), veveriță (Sciurus vulgaris fuscuater) și pârș (Glis glis). Lumea păsărilor este foarte variată și reprezentată prin: pițigoi (Parus sp.), gaiță (Garrulus glandaris), mierlă (Turdus merula), privighetoare (Luscinia megarhyncos), ciocănitoare (Dendrocopos major și D. minor), grangur (Oriolus oriolus), uliul găinilor, erete, cioară, corb, coțofană etc. Dintre reptile se întâlnesc speciile comune: șarpele orb (Anguis fragilis), șopârla de câmp (Lacerta agilis agilis), gușterul (Lacerta viridis viridis), broaștele (Rana temporaria etc.) etc. Fauna acvatică este reprezentată, mai ales în valea Gârboului, prin nevertebrate (crustacee, viermi, moluște etc.), precum și prin pești de mici dimensiuni.

## Istorie

### Antichitate și perioada daco-romană
Un castru roman de importanță istorică se află pe teritoriul satului Tihău. Acest castru a fost identificat pe teren și semnalat ca fortificație de interes istoric încă de la sfârșitul secolului al XVIII-lea. Primele săpături sistematice, având mai mult caracterul unor sondaje de informare, s-au întreprins abia în anul 1958, în cadrul șantierului arheologic de la Porolissum, unde își desfășura atunci lucrările un numeros colectiv de cercetători, sub conducerea profesorului Mihail Macrea.
Castrul este situat pe un mic platou numit de localnici „Grădiște” sau „Cetate”, platou ce se află în stânga Someșului, înainte de confluența acestuia cu Valea Almașului și la circa 120 m în stânga șoselei Dej–Jibou. Se presupune că a fost ridicat de către unități auxiliare ale Legiunii a XIII-a Gemina, precum Cohors I Cannanefatium, în timpul domniei lui Hadrian. De pe platou există o excelentă vizibilitate spre valea Someșului, fiind un punct strategic de mare însemnătate pe frontiera nordică a provinciei. În 1958 conturul castrului se distingea foarte bine pe teren, el fiind marcat de șanțul și valul de apărare, care se distingeau cu usurință pe toate laturile, iar locul porților turnurilor de colț și al clădirii comandamentului (principia) se recunoștea și el la suprafață, prezentându-se sub forma unor proeminențe ale terenului. Acum, comparativ, totul apare mult mai șters, mai aplatizat.
În zona satului Brâglez au fost descoperite în 2002 184 de obiecte de bronz: arme, unelte, podoabe, piese utilizate în procesul prelucrării metalului, precum și de materie primă și resturi de turnare, cărora li se adaugă fragmente dintr-o piesă de argint, asociere extrem de puțin întâlnită în cazul depozitelor de la sfârșitul epocii bronzului din Europa.
În zona fostei fabrici de cărămidă din Surduc s-au descoperit fragmente ceramice de epocă romană. În Valea Hrăii, la 2 km nord-est de centrul comunei, se află ruinele unui turn de pază roman. În punctul cunoscut de localnici ca „Podinucu deasupra tunărului”, situat la jumătatea distanței dintre Surduc și satul Cliț, se află ruinele unui alt turn roman cu dimensiuni considerabile, apreciate – la bază – ca având 15,4 m.

### Atestare documentară
- Brâglez: 1249 (Towtsloy, Tothzallas)
- Cristolțel: 1554 (Kykereztolcz)
- Solona: 1554 (poss. Zalonna)
- Surduc: 1320 (v. Sumbur iuxta fl-m Zomus maiorem)
- Teștioara: 1839 (Tsestsóra, predium)
- Tihău: 1336 (p. Thohotelek, p., t. Thohoteluk)
- Turbuța: 1387 (villa olachalis Torbicza)

### Castelul Jósika

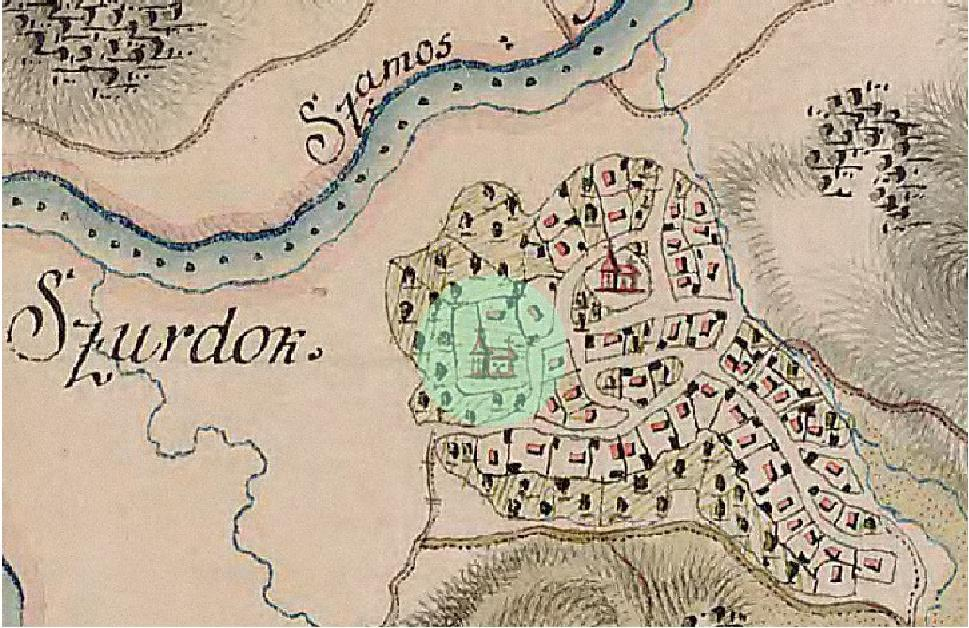
Harta localității Surduc, 1769–1773, cu zona castelului și capelei marcată

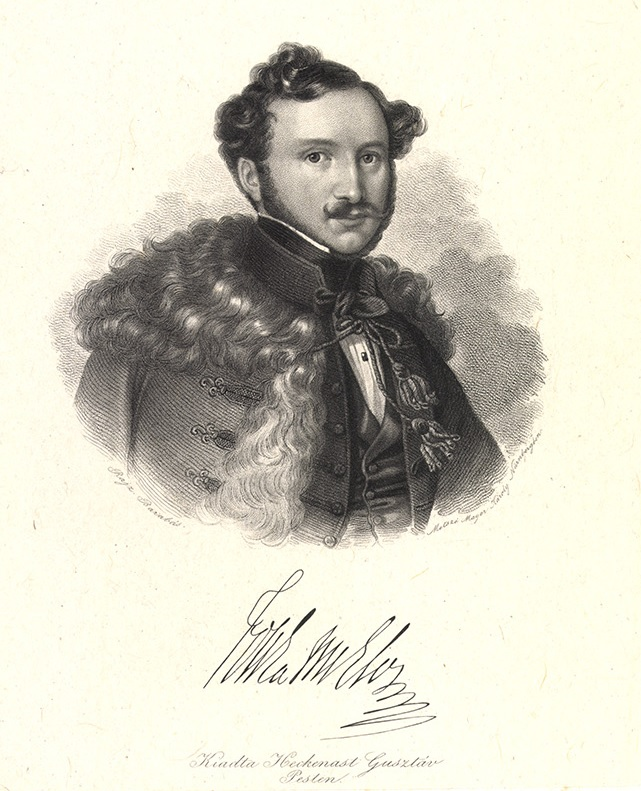
Miklós Jósika (1794–1865) a locuit în castelul de pe malul Someșului.

Destinul comunei este legat de existența pe teritoriul acesteia a Castelului Jósika. În secolul al XVII-lea, Surducul era în proprietatea familiei Csáky. Aveau un conac frumos, contruit în mijlocul unui parc din care n-a mai rămas aproape nimic. Conacul este transformat în castel în secolul al XIX-lea, când ajunge în posesia familiei Jósika. Un inventar păstrat din 1854 consemnează o clădire fomată din 17 încăperi, printre care biroul scriitorului și o capelă. Cel mai de seamă reprezentant al acestei familii a fost scriitorul Miklós Jósika. Născut în 1794 la Turda, și-a petrecut o parte din viață pe moșia de la Surduc. Bunica din partea mamei a scriitorului a provenit din familia Csáky. Bun prieten cu Miklós Wesselényi jr. (1796–1850), el i-a împărtășit ideile liberale, reformatoare și l-a susținut în lupta pentru eliberarea iobagilor.
În apropierea gării, Miklós Jósika a construit o criptă în memoria tatălui său, pe locul unde principele Transilvaniei Francisc Rákóczi al II-lea a servit ultimul său prânz, alături de László Csáky. Se întâmpla în 1705, înaintea bătăliei de la Jibou, pierdută în fața armatei imperiale conduse de generalul Ludwig von Herbeville. Cripta adăpostea trei sicrie din fontă, dar acum au rămas doar pereții. 
În prezent, castelul este în proprietatea Agromec.

### Inundațiile din 2015
La sfârșitul lunii mai a anului 2015, comuna Surduc s-a confruntat cu cele mai mari inundații din 1970 încoace. Localnicii au fost treziți din somn, când o viitură de pe dealul de lângă sat le-a inundat casele. Oamenii au fost evacuați imediat de pompieri și duși într-o zonă sigură. Printre clădirile inundate se numără și sediul poliției locale, precum și curtea Liceului Tehnologic. Culturile oamenilor au fost distruse, iar mai multe animale au murit înecate. Localitatea Solona a fost complet izolată de centrul comunei, după ce apele Văii Solonei au inundat singurul drum ce leagă satul de Surduc.

## Demografie
Componența etnică a comunei Surduc
     Români (88,34%)
     Romi (4,91%)
     Alte etnii (0,21%)
     Necunoscută (6,53%)
Componența confesională a comunei Surduc
     Ortodocși (84,27%)
     Penticostali (2,76%)
     Greco-catolici (2,28%)
     Martori ai lui Iehova (1,74%)
     Alte religii (2,1%)
     Necunoscută (6,86%)
Conform recensământului efectuat în 2021, populația comunei Surduc se ridică la 3.337 de locuitori, în scădere față de recensământul anterior din 2011, când fuseseră înregistrați 3.461 de locuitori. Majoritatea locuitorilor sunt români (88,34%), cu o minoritate de romi (4,91%), iar pentru 6,53% nu se cunoaște apartenența etnică. Din punct de vedere confesional, majoritatea locuitorilor sunt ortodocși (84,27%), cu minorități de penticostali (2,76%), greco-catolici (2,28%) și martori ai lui Iehova (1,74%), iar pentru 6,86% nu se cunoaște apartenența confesională. În comună există șase biserici ortodoxe (Surduc, Tihău, Brâglez, Cristolțel, Solona și Turbuța), o biserică greco-catolică (Tihău), trei lăcașuri de cult penticostale (Surduc, Tihău și Solona) și două lăcașuri de cult baptiste (Surduc și Turbuța).

## Politică și administrație
Comuna Surduc este administrată de un primar și un consiliu local compus din 13 consilieri. Primarul, Alin-Marian Suciu[*], de la Partidul Social Democrat, este în funcție din 1 noiembrie 2024. Începând cu alegerile locale din 2024, consiliul local are următoarea componență pe partide politice:
|  | Partid                    | Consilieri | Componența Consiliului | Componența Consiliului | Componența Consiliului | Componența Consiliului | Componența Consiliului | Componența Consiliului | Componența Consiliului |
|  | ------------------------- | ---------- | ---------------------- | ---------------------- | ---------------------- | ---------------------- | ---------------------- | ---------------------- | ---------------------- |
|  | Partidul Social Democrat  | 7          |                        |                        |                        |                        |                        |                        |                        |
|  | Partidul Național Liberal | 6          |                        |                        |                        |                        |                        |                        |                        |

### Localități componente
| Denumire în română | Denumire veche | Denumire în maghiară | Denumire în germană |
| ------------------ | -------------- | -------------------- | ------------------- |
| Brâglez            | Brigleț        | Tótszállás           | Slawenhaus          |
| Cristolțel         | Criștolcelu    | Kiskeresztes         | Kleinchristholz     |
| Solona             | Slănina        | Szalonnapatak        | Speckdorf           |
| Surduc             |                | Szurdok              | Surdecken           |
| Teștioara          |                | Kőszénbányatelep     | Braunkohlebergwerk  |
| Tihău              |                | Tihó                 | Tichau              |
| Turbuța            |                | Turbóca              | Turbholz            |

## Educație
În prezent, comuna Surduc dispune de un liceu tehnologic, rezultat din comasarea, în perioada 2009–2010, a școlilor cu clasele I–VIII din Tihău, Cristolțel, Turbuța și Brâglez. Primele mențiuni despre liceu datează din anul 1867 când în satele Surduc și Solona era „docente ambulant” Gavril Balmoș. În anul 1894 s-a construit, prin contribuția sătenilor, un local propriu pentru școala confesională, compus dintr-o sală de învățământ și un coridor. În anul 1899 școala confesională se închide și se va redeschide abia în anul 1901, când învățătorul Vasile Tomșa predă scrisul și cititul, operațiile aritmetice și îi învață pe elevi cântece bisericești. În anul 1900 s-a construit localul pentru școala de stat și grădiniță de copii, ambele destinate învățământului în limba maghiară.
Din anul 1919 începe învățământul de stat în limba română, primul dascăl fiind Teodor Panorariu, care a activat la liceu până în anul 1940. În urma Dictatului de la Viena, în perioada 1940–1944, învățământul s-a desfășurat în limba maghiară. Învățământul în limba română se reia în anul școlar 1944–1945, iar din 1946–1947 se deschide grădinița română.
În anul școlar 2015–2016, starea unităților de învățământ din comună se prezenta astfel:
| Nivel de învățământ | Școală     | Nr. clase/grupe     | Nr. clase/grupe     | Elevi/Copii înscriși      |
| ------------------- | ---------- | ------------------- | ------------------- | ------------------------- |
| Preșcolar           | Surduc     | 2                   | 2                   | 36                        |
| Preșcolar           | Cristolțel | 1                   | 1                   | 13                        |
| Preșcolar           | Tihău      | 1                   | 1                   | 16                        |
| Primar              | Surduc     | 5                   | 5                   | 103                       |
| Primar              | Tihău      | 1                   | 1                   | 10                        |
| Primar              | Turbuța    | 1                   | 1                   | 9                         |
| Gimnazial           | Surduc     | 7                   | 7                   | 121                       |
| Liceal              | Surduc     | Zi                  | 2                   | 28                        |
| Liceal              | Surduc     | Seral               | 4                   | 82                        |
| Profesional         | Surduc     | 2                   | 2                   | 36                        |
| Total               | Total      | 22 clase și 4 grupe | 22 clase și 4 grupe | Elevi: 391 Preșcolari: 65 |

## Sănătate
Comuna Surduc dispune de un cabinet de medicină de familie, un cabinet de medicină dentară și o farmacie, toate în satul de reședință.

## Economie
Posedând importante resurse minerale exploatabile, până nu demult economia comunei era susținută de activitățile miniere legate de exploatarea cărbunelui brun și a agregatelor de balastieră cantonate în luncile Someșului, Almașului și Brâglezului. În 1999, zona minieră Hida–Surduc–Jibou–Bălan a fost declarată, pe o perioadă de zece ani, zonă defavorizată. În ultimii ani, pe lângă sectorul agricol bine reprezentat la nivelul comunei, s-a produs o revigorare accentuată a sectorului economic secundar și în rândul serviciilor. Activitățile economice pe care le pot desfășura oamenii în afara gospodăriei sunt în localitățile Surduc, Jibou și Zalău.
În comuna Surduc operează 51 de firme: 32 în Surduc, 13 în Tihău, patru în Cristolțel și două în Solona.
|       | Populația salariată | Agricultură | Industrie și artizanat | Comerț | Servicii |
| ----- | ------------------- | ----------- | ---------------------- | ------ | -------- |
| Total | 408                 | 24          | 174                    | 41     | 169      |
| %     | 100                 | 5,88        | 42,64                  | 10,05  | 41,42    |

### Agricultură
|  | Graficele sunt indisponibile din cauza unor probleme tehnice. Mai multe informații se găsesc la Phabricator și la wiki-ul MediaWiki. |

Agricultura este bazată pe producțiile la nivel de familii și se desfășoară atât în câmp deschis, cât și în grădini legumicole. Legumicultura profită de o zonă cu climat temperat și astfel este una variată și exclusiv naturală. Specii de legume cultivate cu preponderență sunt morcovi, pătrunjei, vinete, ceapă, tomate etc. și se cultivă în solarii și pe câmp. Pomicultura nu se bucură de o exploatare controlată, ea fiind prezentă la nivel de pomi fructiferi răzleți. Zootehnia este o ramură cu potențial, dar neexploatată (animalele sunt prezente doar la nivel de gospodării). Există patru puncte de colectare/prelucrare a laptelui.

## Turism

### Obiective turistice

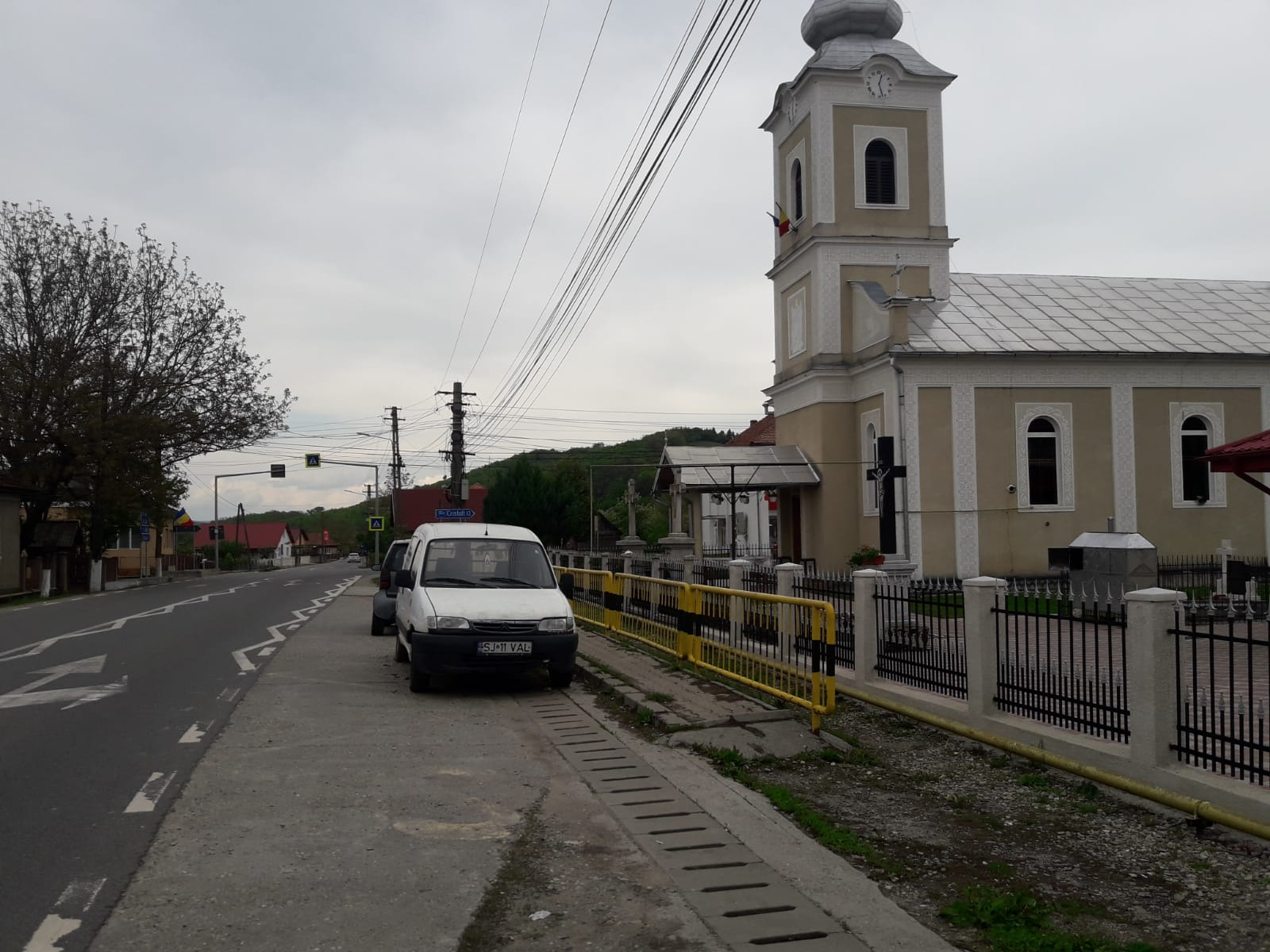
Biserica ortodoxă (inițial greco-catolică) din Surduc
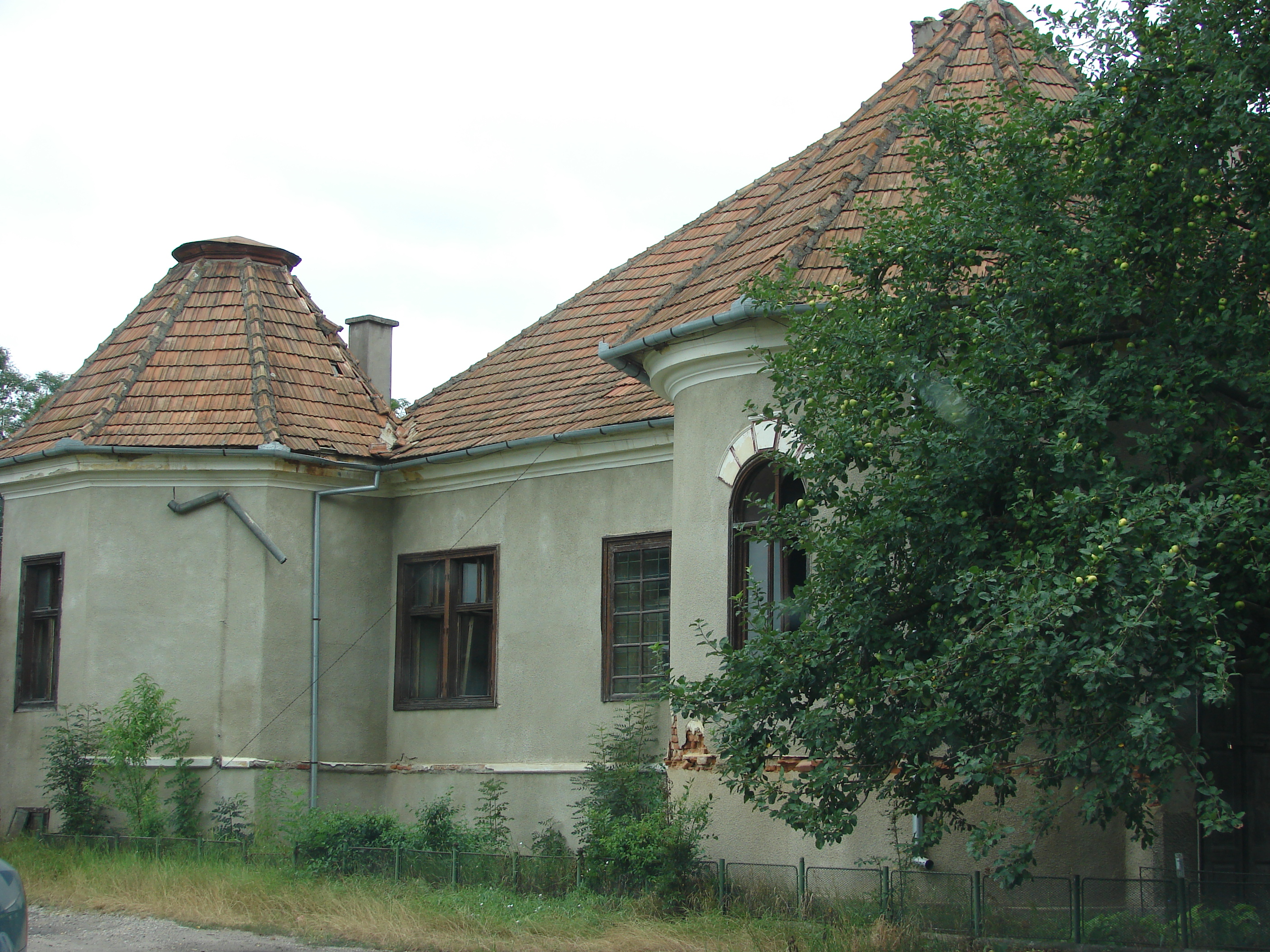
Castelul Jósika din Surduc
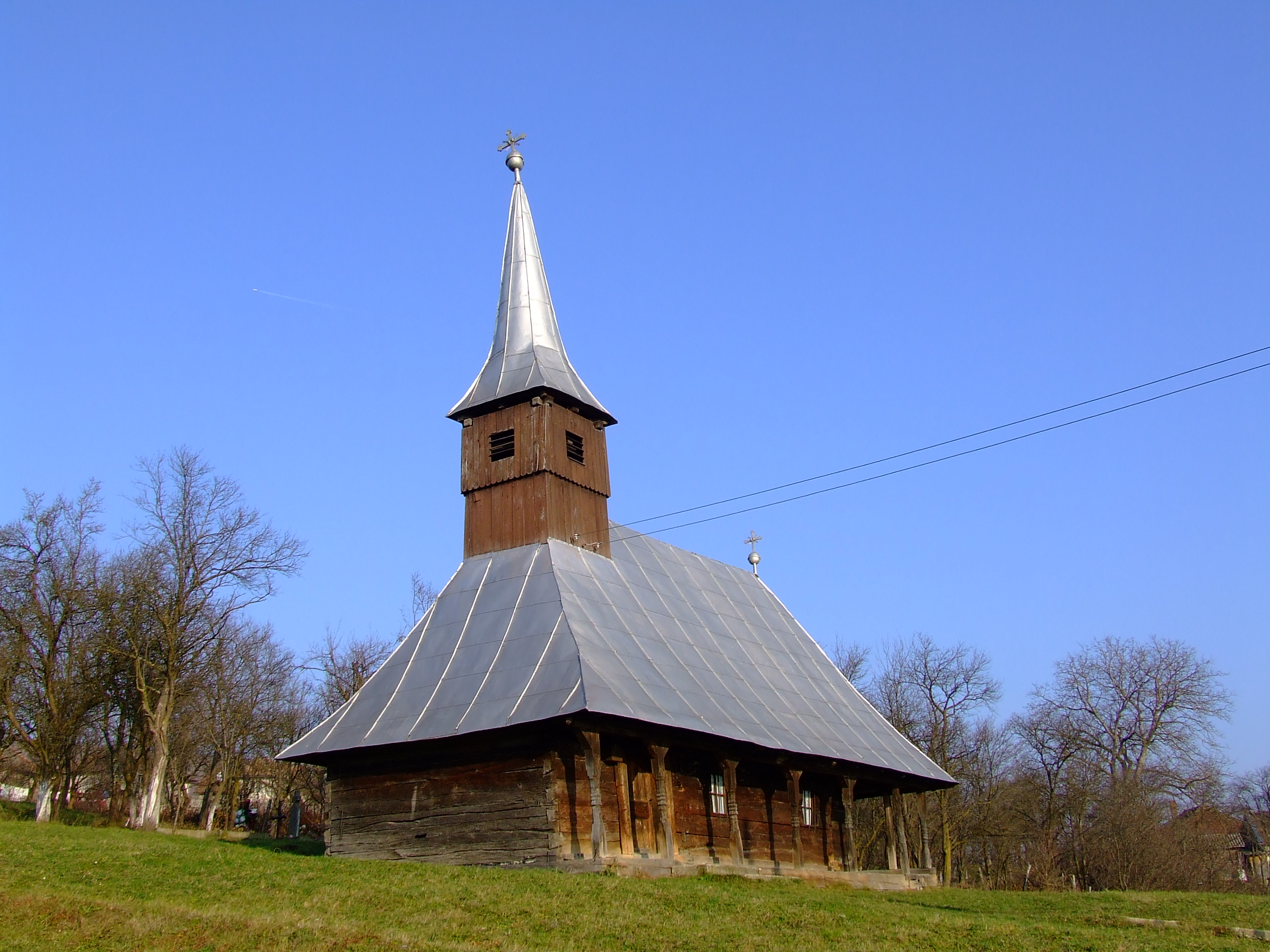
Biserica de lemn din Turbuța

- Biserica „Sf. Ioan Botezătorul” din Surduc, construită ca biserică greco-catolică în perioada 1911–1913. Interiorul ei a fost pictat în anul 1973 de pictorul Vasile Hudici din Cluj.[40]
- Peștera lui Mihai. Un mic abri suspendat căruia localnicii îi spun peșteră, având o deschidere de 40–45 m, cu o înălțime de 4–4,5 m și tot atât de adâncă.
- Cripta familiei Jósika din Surduc. A fost construită în anul 1825 de scriitorul Miklós Jósika în memoria tatălui său, pe o stâncă.[41]
- Castelul Jósika din Surduc (sec. XVII–XIX)
- Cimitirul evreilor din Surduc. Cel mai vechi mormânt cunoscut datează din secolul al XIX-lea.[42]
- Casa piticilor
- Casa tâlharilor (Peștera lui Pintea Viteazu). Se află pe un deal împădurit cu fag, stejar, carpen, gorun, cu o terasă mai îngustă. Peștera este un banc de gresii a cărui eroziune a desprins un perete ferestruit vestic lăsând o încăpere nu mai largă de 50–60 cm și înaltă de 3 m.[43]
- Biserica ortodoxă „Întâmpinarea Domnului” din Brâglez, construită în perioada 1929–1930[44]
- Valea Teștioarei, cu numeroase grote
- Bancurile de gresii din Poiana Teștioarei
- Complexul de lacuri Tăul Iezer, cu o bogată vegetație lacustră[45]
- Castrul roman de la Tihău. Este așezat pe partea stângă a Someșului, pe platoul numit Grădiște sau Cetate.
- Monumentul eroilor din Tihău, ridicat în centrul satului, în anul 1958, în memoria celor 15 eroi căzuți în luptele grele din octombrie 1944.
- Biserica de lemn „Sf. Arhangheli Mihail și Gavriil” din Turbuța. Nu se cunoaște anul construirii. Cel mai probabil a fost ridicată în sec. XVII–XVIII. Este consemnat anul 1816 când s-a adăugat prispa bisericii și s-a executat pictura. Autorii picturii sunt Lazăr Tocaciu și Biró Lajos din Orghiz. Tradiția spune că biserica a fost adusă din Gâlgău Almașului.
- Balta pepinierei, situată la nord-est de Surduc, în Lunca Someșului. A luat naștere în 1970, dar este într-un proces rapid de colmatare din cauza vegetației luxuriante care acoperă luciul lacului.
- Lozna - sit de importanță comunitară inclus în rețeaua ecologică europenă Natura 2000 în România.

## Infrastructură
Comuna Surduc este traversată de drumurile naționale DN1H și DN1G, precum și de 37 km de drum comunal și 32 km de drum sătesc. În satul de reședință se află o gară care este tranzitată zilnic de nouă trenuri. Prin comuna Surduc trece a patra magistrală feroviară a țării, București–Brașov–Toplița–Deda–Dej–Jibou–Baia Mare–Satu Mare. Lungimea căii ferate care traversează comuna este de cca. 10 km.

## Personalități
- Ion Maxim (1925–1980), filosof
- Nicolae Both (n. 1933), profesor, poet și preot
- Dorel Vișan (n. 1937), actor și poet
- Vasile Pușcaș (n. 1952), profesor, diplomat și politician
- Viorel Mureșan (n. 1953), poet optzecist, critic literar și publicist
- Ludovica Breban (n. 1964), economist